# Texel
Texel là một đô thị và đảo ở Hà Lan, trong tỉnh Noord-Holland. Đây là đảo lớn nhất và đông dân nhất của quần đảo Tây Frisia trong Biển Wadden.

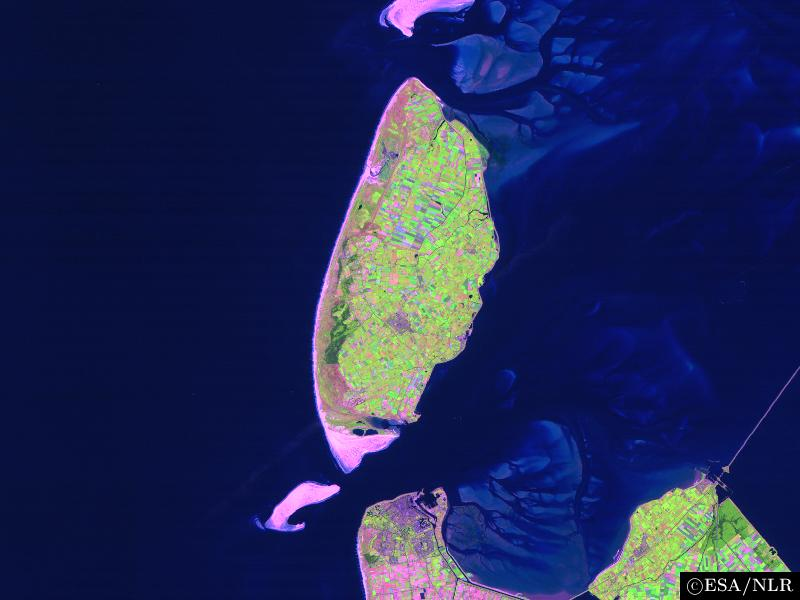
Hình ảnh vệ tinh của đảo Texel và các vùng phụ cận

Đảo này gồm 7 làng De Cocksdorp, De Koog, De Waal, Den Burg, Den Hoorn, Oosterend, và Oudeschild, và thị trấn Bargen, De Nes, Dijkmanshuizen, Driehuizen, Harkebuurt, 't Horntje, Midden-Eierland, Molenbuurt, Nieuweschild, Noorderbuurt, Ongeren, Oost, Spang, Spijkdorp, Tienhoven, Westermient, Zevenhuizen, và Zuid-Eierland.

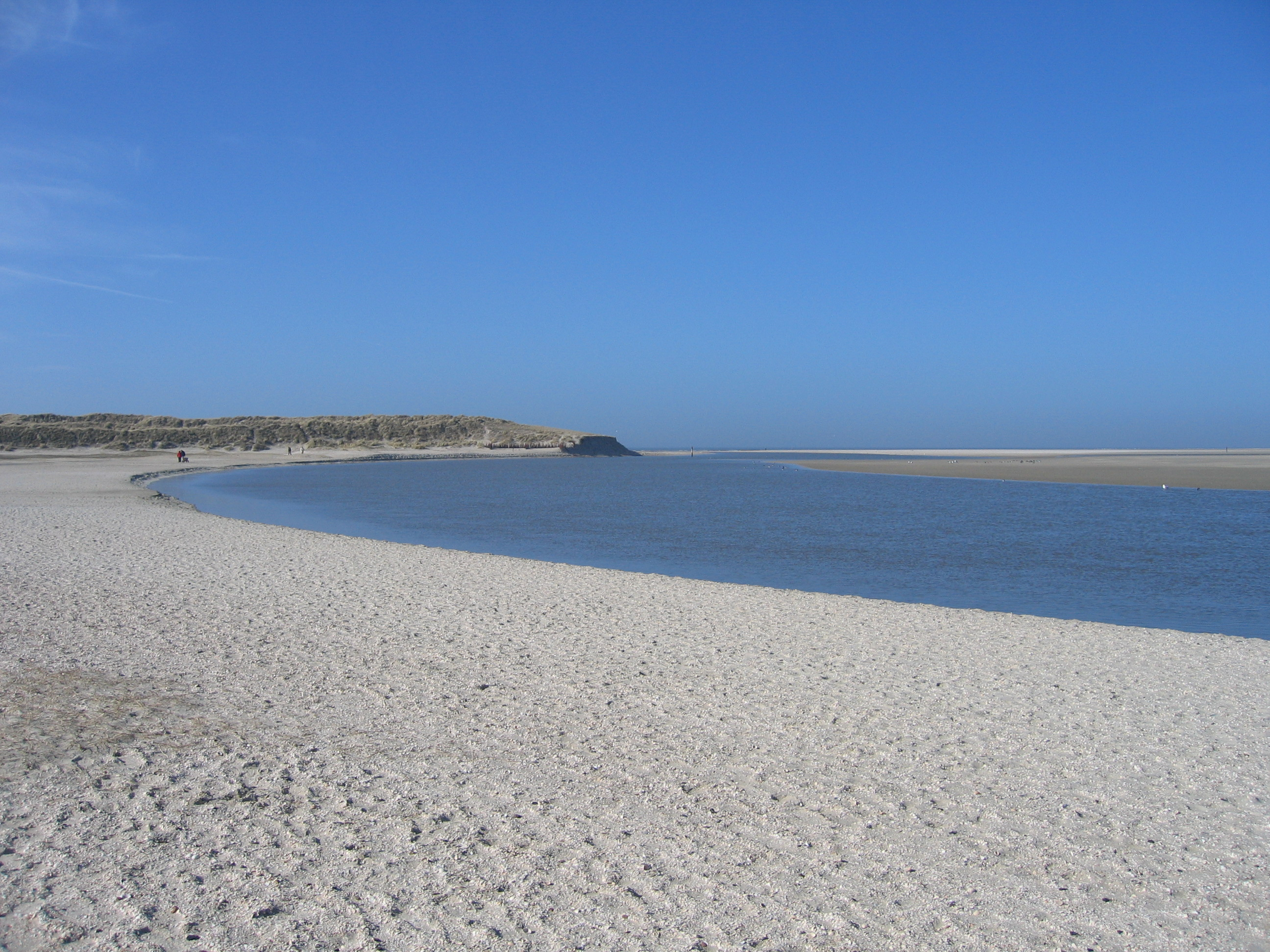
Slufter

Kinh tế địa phương chủ yếu dựa vào ngành du lịch, khoảng 70% hoạt động kinh tế ở đây liên quan đến ngành này.

## Chính quyền địa phương
Hội đồng đô thị Texel bao gồm 15 ghế, được chia ra như sau:
- Texels Belang - 4 ghế
- VVD - 3 ghế
- CDA - 2 ghế
- GroenLinks - 2 ghế
- PvdA - 2 ghế
- D66 - 1 ghế
- Fractie Weijers - 1 ghế